# Lake Creek (Oregon)
Lake Creek (korábban Lakecreek) az Amerikai Egyesült Államok északnyugati részén, Oregon állam Jackson megyéjében elhelyezkedő önkormányzat nélküli település.
Nevét a Lake-patakról (Lake Creek) kapta. A közeli fedett híd szerepel a történelmi helyek jegyzékében.

## Története
A posta 1886. december 10-én nyílt meg; mivel ekkoriban a kéttagú neveket általában elutasították, a szeptember 17-én beadott kérelmen a „Lakecreek” elnevezést választották. A hivatalos név a hivatal 1959. június 5-ei bezárását követően is a Lakecreek maradt, azonban a helyi lakosok a kéttagú nevet használták.
A helyi üzletet 2007-ben felújítás miatt bezárták, majd később újranyílt.
2007 júniusában Brian Zablocky medfordi lakos a földrajzinév-bizottságtól kérte a név hivatalos módosítását is, amit néhány nap múlva elfogadtak.

## Éghajlat
A település éghajlata mediterrán (a Köppen-skála szerint Csb).

## Közösségi ház
A korábban is közösségi házként működő létesítmény felújítása során alapot és konyhát alakítottak ki, valamint az épületet szigetelték.

## Fordítás
- Ez a szócikk részben vagy egészben  a   Lake Creek, Oregon című angol Wikipédia-szócikk ezen változatának fordításán alapul.  Az eredeti cikk szerkesztőit annak laptörténete sorolja fel. Ez a jelzés csupán a megfogalmazás eredetét és a szerzői jogokat jelzi, nem szolgál a cikkben szereplő információk forrásmegjelöléseként.